# CRR
CRR é um carro militar de reconhecimento sobre rodas.

## Historico
Foi uma das modificações do VBB I, também chamado de VBB II foi montado como protótipo para poder se chegar no Cascavel MK II.
Essa viatura elaborada pela PqRMM/2 foi na verdade a resposta para o exercito do pedido de uma viatura 6 X 6 e não uma 4 X 4 como era o VBB I

## Modificações perante a versão anterior
Versão Anterior: VBB I
a grande modificação foi a tração Aumentada para 6 X 6 que era mais útil do que a do VBB, além disso foi utilizado o sistema boomerang criado pela Engesa.

## Finalidade
Havia sido elaborado para ser um carro de Reconhecimento, por isso a alta velocidade da tração 4 X 4.

## Fabricador
PqRMM/2 e Engesa.

## Produção
8 em 1975 para teste.

## Evolução
EE-9 Cascavel - Versão pronta comprada pelo Exército Brasileiro.

## Referencias
- Ecsbdefesa